# 杜培義
杜培義（英語：Charles Ridley Duppuy；1881年9月22日—1944年9月26日）會督，是一名神學博士及一位在20世紀的上半世紀著名的聖公會牧師。
他生於1881年9月22日，並就讀於牛津大學基布爾學院。他的第一個事奉位置是在阿斯頓（Aston）作助理牧師及後成為布拉福基督城的主任牧師。 於1920年任命為香港維多利亞會督，他在1932年辭任。後來成為伍斯特會吏長（Archdeacon of Worcester），他死於1944年9月26日。